# Коваленко Іван Олександрович
Іван Олександрович Коваленко (нар. 31 березня 1927) — український радянський партійний діяч, заслужений працівник сільського господарства Української РСР, 1-й секретар Криничанського районного комітету КПУ Дніпропетровської області. Кандидат у члени ЦК КПУ в 1981—1986 роках.

## Біографія
Служив у Червоній армії. Учасник німецько-радянської війни.
Освіта вища. Член КПРС.
У 1970 — після 1987 року — 1-й секретар Криничанського районного комітету КПУ Дніпропетровської області.
Потім — на пенсії у смт. Кринички Дніпропетровської області. Член Криничанської районної ради організації ветеранів Дніпропетровської області.

## Нагороди
- ордени
- медалі
- заслужений працівник сільського господарства Української РСР (29.03.1982)